# Cheirolophus crassifolius
Cheirolophus crassifolius là một loài thực vật có hoa thuộc họ Asteraceae. Nó là loài đặc hữu của Malta, ở đó nó has been the national plant của Malta since 1973. Các môi trường sống tự nhiên của chúng là cliffs và coastal valleys. Nó bị đe dọa do mất nơi sống.